# Кальцеолярия двухцветковая
Кальцеоля́рия двухцветко́вая (лат. Calceolaria biflora) — вид двудольных цветковых растений, включённый в род Кальцеолярия (Calceolaria) семейства Кальцеоляриевые (Calceolariaceae).

## Ботаническое описание
Кальцеолярия двухцветковая — многолетнее травянистое растение, достигающее 10—35 см в высоту. Стебель прямостоячий или приподнимающийся. Листья собраны в прикорневую розетку, 2,5—10×1—4 см, на черешках до 2,5 см, в очертании обратнояйцевидные, покрытые беловатым опушением.
Цветки в кисти по 2—4 на густоопушённой цветоножке до 4 см длиной, с зелёной белоопушённой чашечкой, разделённой но треугольные или яйцевидные чашелистики. Венчик двугубый, ярко-жёлтого цвета, верхняя губа небольшая, нижняя с коричневыми пятнышками, 10—15×12—14 мм.
Плод — коробочка до 14 мм длиной и до 7 мм шириной.

## Ареал
Кальцеолярия двухцветковая в дикой природе произрастает в Чили и Аргентине. Обычна в степях с Festuca gracillima и на открытых местах с Nothofagus pumilio.

## Таксономия
|  |                                      |  |                                                         |                                                         |                           |  | ещё 22 семейства (согласно Системе APG III) | ещё 22 семейства (согласно Системе APG III) |                                |  |  |  | ещё около 275 видов |
|  |                                      |  |                                                         |                                                         |                           |  | ещё 22 семейства (согласно Системе APG III) | ещё 22 семейства (согласно Системе APG III) |                                |  |  |  | ещё около 275 видов |
|  |                                      |  |                                                         | порядок Ясноткоцветные                                  |                           |  |                                             |                                             | род Кальцеолярия               |  |  |  |                     |
|  |                                      |  |                                                         | порядок Ясноткоцветные                                  |                           |  |                                             |                                             | род Кальцеолярия               |  |  |  |                     |
|  | отдел Цветковые, или Покрытосеменные |  |                                                         |                                                         | семейство Кальцеоляриевые |  |                                             |                                             | вид Кальцеолярия двухцветковая |  |  |  |                     |
|  | отдел Цветковые, или Покрытосеменные |  |                                                         |                                                         | семейство Кальцеоляриевые |  |                                             |                                             |                                |  |  |  |                     |
|  |                                      |  | ещё 58 порядков цветковых растений (по Системе APG III) | ещё 58 порядков цветковых растений (по Системе APG III) |                           |  |                                             | ещё 1—2 рода                                | ещё 1—2 рода                   |  |  |  |                     |
|  |                                      |  |                                                         | ещё 58 порядков цветковых растений (по Системе APG III) |                           |  |                                             |                                             | ещё 1—2 рода                   |  |  |  |                     |

### Синонимы
- Boea plantaginea (Sm.) Pers., 1805
- Calceolaria andicola Gillies ex Hook., 1828
- Calceolaria falklandica (S.Moore) Kraenzl., 1907
- Calceolaria hoppeana Morrison ex Loudon, 1832
- Calceolaria morrisonii G.Don, 1839
- Calceolaria nudicaulis Meyen ex Walp. & Schauer, 1843
- Calceolaria plantaginea Sm., 1790
- Calceolaria plantaginea var. magellanica Clos, 1849
- Fagelia biflora (Lam.) Kuntze, 1891
- Fagelia biflora var. plantaginea (Sm.) Kuntze, 1898
- Fagelia falklandica S.Moore, 1900
- Fagelia plantaginea (Sm.) S.Moore, 1900